# پنیک (روان‌شناسی)
پنیک (به انگلیسی: Panic) یا ترس ناگهانی - یا آنطور که برخی در فارسی می‌گویند پانیک - احساس ناگهانی ترس است به طوری که بر عقل چیره شده و از افکار منطقی ممانعت می‌کند.

## ریشه‌شناسی
این واژه ریشه در یکی از خدایان یونان باستان به نام پَن دارد. پن یکی از خدایان یونان باستان بوده است که نقش خدای چوپانان، جنگل‌ها و چراگاه‌ها را ایفا می‌کرده است. یونانیان باور داشته‌اند که اغلب پن در میان درختان به گشت و گذار می‌پرداخته است و وقتی که چرت نیمروزی خود را می‌زده به ناگهان توسط فریادی که باعث رمیدن گله می‌شده از خواب بیدار می‌شده است. با استفاده از این جنبهٔ ذاتی پن، نویسندگان یونانی واژه پنیکون را مشتق کرده‌اند. پنیکون به معنای ترس ناگهانی می‌باشد که در اصل ریشه واژه پنیک است.